# Софія Баденська
Софія Баденська, повне ім'я Софія Пауліна Генрієтта Амалія Луїза Баденська, (нім. Sofie von Baden, 7 серпня 1834 — 6 квітня 1904) —  баденська принцеса з роду Церінґенів, донька принца Вільгельма Баденського та вюртемберзької принцеси Єлизавети Александріни, дружина князя цур Ліппе Вальдемара.

## Біографія

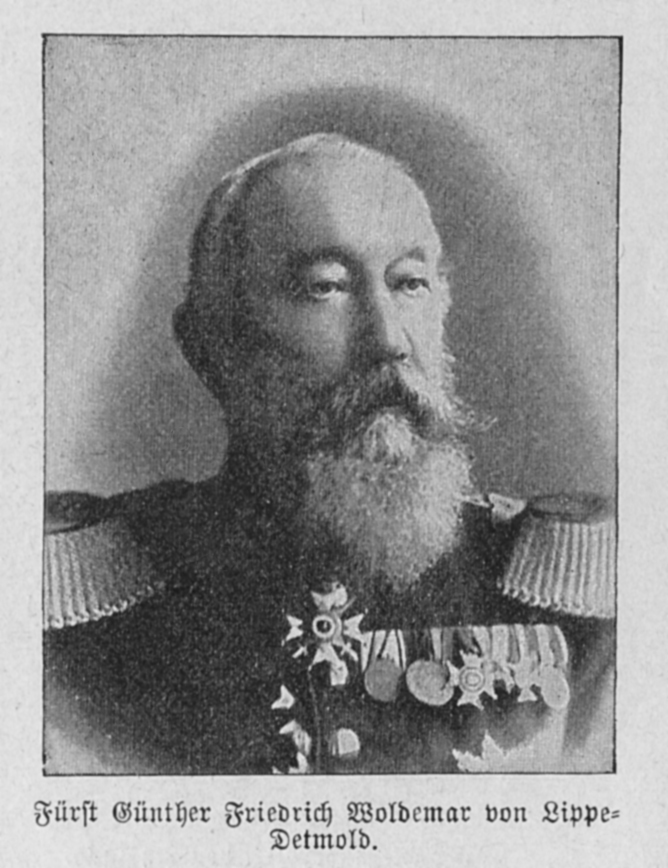
Вальдемар Ліппський

Софія народилась 7 серпня 1834 року у Карлсруе. Вона була другою дитиною і другою донькою в родині  принца Баденського Вільгельма та його дружини Єлизавети Александріни Вюртемберзької. Однак, її старша сестра Генрієтта померла того ж дня, що Софія народилась. Згодом сім'я поповнилася ще двома доньками: Єлизаветою та Леопольдіною.
У 24 роки принцеса пошлюбилася із принцом Вальдемаром Ліппським, старшим від неї на десять років. Весілля відбулося 9 листопада 1858 року у Карлсруе. Дітей у подружжя не було.
1875 року Вальдемар став правителем князівства Ліппе. 1895 року він помер, і країна перейшла під керівництво його молодшого брата Александра. За часів його правління і померла Софія у віці 69 років. Була похована у третій кімнаті мавзолею Детмольду поруч із чоловіком.

## Родина
Чоловік —  Вальдемар Ліппський
Діти:
- не було